# Gare de Rosendael
Ne doit pas être confondu avec Gare de Rosendaël.
La gare de Rosendael (en néerlandais Station Roosendaal) est une gare ferroviaire frontalière néerlandaise des lignes de Rosendael à Flessingue et de Rosendael à Bréda (nl) ainsi que de la ligne transfrontalière d'Anvers à Lage Zwaluwe, située sur le territoire de la commune de Rosendael, dans la province du Brabant-Septentrional.

## Situation ferroviaire
Établie à environ 5 mètres d'altitude, la gare néerlandaise de Rosendael est située au point kilométrique 22,8 (néerlandais, c'est-à-dire mesuré à partir de la gare de Lage Zwaluwe (nl)) de la ligne d'Anvers à Lage Zwaluwe, entre la gare ouverte d'Oudenbosch (nl) et la frontière belge (gare frontière belge : Essen) ; elle est aussi l'origine de la ligne de Rosendael à Flessingue, avant la gare ouverte de Berg-op-Zoom et celle de la ligne de Rosendael à Bréda (nl), avant la gare ouverte d'Etten-Leur.

## Histoire
Ouverte en 1854, cette gare était la première gare du Brabant-Septentrional et l’une des premières villes au dehors du Randstad  possédant une gare. La gare actuelle date de 1905. En 1949 elle a été fortement remaniée par l’architecte Sybold van Ravesteyn.
La première ligne de chemin de fer à desservir Rosendael était celle reliant Anvers à Lage Zwaluwe, dès 1854. En 1855, on a également ouvert les liaisons avec Bréda et Moerdijk, cette dernière ayant été prolongée vers Dordrecht et Rotterdam en 1872. En 1863, on a réalisé la correspondance pour Berg-op-Zoom. Cette ligne a été prolongée entre 1868 et 1872 jusqu’à Flessingue.
Avant l'ouverture de la ligne à grande vitesse HSL-Zuid, la gare était desservie par le train Thalys.

## Service des voyageurs

### Accueil
Gare NS, elle dispose d'un bâtiment voyageur, avec guichet et salle d'attente, ouvert tous les jours. Elle est notamment équipée d'automates pour l'achat de titre de transport et dispose d'aménagements, équipement et service pour les personnes à mobilité réduite. Un kiosque à journaux et un établissement de restauration rapide y sont installés.

### Desserte
Rosendael est desservie par des trains de relations internationales, essentiellement avec la Belgique, et nationales.
Avec la Belgique les trains sont de type Suburbains (S) sur la relation S32 : Rosendael - Puers (ou Anvers-Central).
Les trains nationaux des Nederlandse Spoorwegen (NS) sont en 2020 les suivants :
- IC Flessingue – Rosendael (heures de pointe, aller le matin, retour l'après-midi)
- IC Flessingue – Amsterdam-Central (2 par heure)
- IC Rosendael – Zwolle (2 par heure)
- Sprinter (omnibus) Rosendael – Dordrecht (nl) (2 par heure; le soir et le weekend 1 par heure)

### Intermodalité
Un parc pour les vélos et un parking pour les véhicules y sont aménagés.
On y trouve également un service un service de location de vélo, un arrêt desservi par des autobus, et une station de taxi.